# Ханс V фон Хиршхорн
Ханс (Йохан) V фон Хиршхорн (на немски: Hans (Johann) V von Hirschhorn; † 18 ноември 1426) е благородник от род Хиршхорн на Некар в Хесен, дипломат, съветник.

## Произход и управление
Той е син на Енгелхард II фон Хиршхорн († пр. 9 март 1387) и съпругата му шенка Маргарета фон Ербах († 20 май 1381/1383), дъщеря на Конрад III фон Ербах-Ербах († 5 юни 1363) и Ида фон Щайнах († 1341). Внук е на Еберхард I фон Хиршхорн († 16 юни 1361), господар на Линденберг, и Елизабет фон Шауенбург († сл. 1374). Правнук е на Албрехт I фон Хиршхорн († пр. 1329) и Кунигунда фон Лисберг († 1342). Брат му Еберхард II фон Хиршхорн († 16 юни 1421) е господар на Цвингенберг.
Ханс V е юрист и пфалцграфски дворцов майстер, съветник в множество градове (м. др. в Майнц, Вормс, Шпайер, Страсбург и Франкфурт).
Ханс, както дядо му Еберхард I фон Хиршхорн, разширява територията на фамилията на господарите фон Хиршхорн. Той успява да увеличи намалената собственост чрез осъждането на баща му.
След избора на пфалцграф Рупрехт III († 1410) за немски крал през 1400 г. Ханс V е около десет години кралски посланик. През 1403 г., заедно с брат му Еберхард, получава новопостроения Цвингенбург.
Ханс V пише през 1393 и одобрения през 1411 г. Хиршхорнски домашен закон. Заедно със съпругата му Иланд род. вилд- и Рейнграфиня цу Даун († 1431), братята му Еберхард († 1420) и Конрад I (домхер в Майнц и кантор в Шпайер; † 1413), също с племенника му Конрад († ок. 1409), той подарява през 1406 г. кармелитския манастир Хиршхорн. Множеството придобиване на имоти и дарения на Ханс V водят през от 1416 г. през последните му десет години също до икономическа криза на фамилията.
Ханс V фон Хиршхорн умира на 18 ноември 1426 г. и е погребан в кармелитската църква на манастира в Хиршхорн, където е погребана първата му съпруга Иланд фон Даун.
Фамилията фон Хиршхорн измира по мъжка линия през 1632 г.

## Фамилия
Първи брак: на 18 юни 1398 г. във Флонхайм с вилдграфиня Иланд фон Даун († сл. 4 февруари 1421), дъщеря на рейн-и вилдграф Йохан II фон Щайн-Даун († 16 февруари 1383) и Юта фон Лайнинген († сл. 8 март 1394). Те имат три деца:
- Йоланда (Иланд) фон Хиршхорн († сл. 30 декември 1446), омъжена на 15 юни 1426 г. за Вилхелм II фон Рехберг († ок. 8 септември 1453)[4]
- Филип I фон Хиршхорн († 18 август 1435), вицум в Ашафенбург, женен за Ирмезинд фон Винебург-Байлщайн
- Анна фон Хиршхорн († 20 април 1442), омъжена на 18 юни 1436 г. в Хиршхорн за Випертус (Вайпрехт) IV фон Хелмщат-Бишофсхайм-Флинсбац (* ок. 1412: † 24 август 1445)

Втори брак: с Елза фон Кронберг († 1395/1397), дъщеря на Франк VIII фон Кронберг († 1378) и Лорета фон Райфенберг († сл. 1367). Те имат три деца:
- Филип фон Хиршхорн († пр. 1439)
- Ханс VI фон Хиршхорн († 13 март 1445), женен I. за дъщеря на Контц Ландшад фон Щайнах († сл. 1410) и Елза фон Флекенщайн († 1413); II. за Барбара фон Бикенбах († пр. 1471), внучка на Дитрих I фон Бикенбах, дъщеря на Дитрих II фон Бикенбах († 1422) и Барбара фон Бибра († сл. 1431)
- Маргарета фон Хиршхорн († пр. 1438), омъжена за Валтер VII фон Кронберг († пр. 1441)